# Kong Sang-jeong
Kong Sang-jeong (kor. 공상정; ur. 22 czerwca 1996 w Seulu) – południowokoreańska łyżwiarka szybka specjalizująca się w short tracku, mistrzyni olimpijska, multimedalistka mistrzostw świata juniorów.
W 2014 roku uczestniczyła w igrzyskach olimpijskich w Soczi. Wystartowała w jednej konkurencji – w biegu sztafetowym zdobyła złoty medal olimpijski (wraz z nią w sztafecie pobiegły Shim Suk-hee, Park Seung-hi, Cho Ha-ri i Kim A-lang). 
W latach 2013–2015 zdobyła sześć medali mistrzostw świata juniorów (cztery złote i dwa srebrne). W 2014 roku wzięła udział w mistrzostwach świata, podczas których zajęła czwarte miejsce w sztafecie.